# Доње Винарце
Доње Винарце (алб. Vinarc i Poshtëm) је насеље у општини Косовска Митровица, Косово и Метохија, Република Србија.

## Историја
Винарце је на ободу алувијалне равни између Ибра и Видова Брда. Оно се дели на Горње Винарце и на Доње Винарце. Назив села забележен је 1455. године.

## Порекло становништва по родовима
У Доњем Винарцу има братство:
- Тунзес (31 кућа). Од фиса Друштинац (алб. Drishti) из Малесије.
- Радомировићи (5 кућа), Радовановићи (2 куће),Ђурђевдан. Дробњаци, досељени из Рујишта 1923. године, били неко време у колашинским Брњацима.

## Демографија
| Година       | 1948 | 1953 | 1961 | 1971 | 1981 | 1991 |
| ------------ | ---- | ---- | ---- | ---- | ---- | ---- |
| Становништво | 187  | 346  | 384  | 571  | 741  | 885  |

|  |